# Bandera de l'Iraq
La bandera de l'Iraq (àrab: علم العراق, ʿalam al-ʿIrāq), en ús des del 22 de gener de 2008, consisteix en tres bandes, roja, blanca, negra, d'igual amplària. En la línia blanca s'hi pot llegir, en negre, الله أكبر, Allāhu Akbar, «Déu és el més gran».
La bandera és temporal mentre s'escull una bandera definitiva. Romandrà oficial durant un any.

## Bandera 2004-2008
L'anterior bandera, en ús des del 28 de juny de 2004, consistia en tres bandes horitzontals iguals de color vermell (dalt), blanc i negre, amb tres estrelles verdes de cinc puntes en una línia horitzontal al centre de la banda blanca.
La frase «Déu és el més gran», de color verd, —Al·lahu a la dreta de l'estrella central i àkbar a l'esquerra de l'estrella central— va ser agregada el 14 de gener de 1991 per ordre del president Saddam Hussein durant la crisi del Golf Pèrsic. La bandera és similar a la de Síria, la qual té dues estrelles, encara que sense escriptura; la del Iemen, que té una banda blanca plana; i la d'Egipte, que té una Àguila de Saladí daurada al centre de la banda blanca. El disseny de la bandera es basa en els colors de la rebel·lió àrab. La raó entre ample i llarg és de 2 a 3.
La principal diferència entre la bandera actual i la del 1991 és la cal·ligrafia del text. En l'actual és una cal·ligrafia cúfica, i en l'anterior estava escrita a mà, i es considera que va ser escrita directament per Hussein mateix.

## Fallida proposta de nova bandera

Proposta de bandera del 2004, mai acceptada.

El 26 d'abril de 2004 el Consell de Govern Transitori de l'Iraq, designat per les forces ocupants, va anunciar una nova bandera per Iraq, dissenyada per l'artista Rifaat Al-Chadirchi. La bandera duu dues línies blaves que simbolitzen el Tigris i l'Eufrates, una mitjana lluna que indica que l'Iraq és un país islàmic i una línia groga que es refereix a la regió kurda. L'alineament de les línies ensenya la unitat del poble iraquià més enllà de les nacionalitats.
La nova bandera no va gaudir de gaire acceptació entre el poble iraquià. De fet, el 28 d'abril de 2004 el Consell de Govern Transitori es va referir a ella com una bandera «transitòria». La bandera va ser després rebutjada a causa de protestes que tenia una semblança no desitjada amb la bandera d'Israel.

## Banderes històriques

Bandera de l'Iraq el 1921-1959.
Bandera de l'Iraq 1959-1963.
Bandera de l'Iraq 1963-1991.
Bandera de l'Iraq 1991-2004.
Bandera oficial de 2004-2008.